# Cylindromyia lavinia
Cylindromyia lavinia là một loài ruồi trong họ Tachinidae.